# Kejne-Affäre
Die Kejne-Affäre war ein bedeutender politischer Skandal in Schweden in den 1950er Jahren, der zum Teil der Eulenburg-Affäre ähnelte. Die Affäre, die etwa zwanzig Rechtsprozesse umfasste, war die erste und größte der Rättsröta-Debatten. Hauptthema der Affäre war die angebliche Gefahr, die von geheimen „homosexuellen Ligen“ ausgehe, welche bis in die obersten Kreise der Gesellschaft reichten und die Behörden korrumpierten. Die Affäre hatte einen großen Einfluss auf die Einstellung der schwedischen Gesellschaft zur Homosexualität, die in zunehmendem Maße verurteilt wurde.

## Ablauf
Der geschiedene Pastor Karl-Erik Kejne (* 1913, † 1960), seit 1939 ordiniert, tätig im Stockholmer Zweig der Evangelischen Allianz (Stadsmissionen), war ein guter Redner und in der Hauptstadt bekannt für seine soziale Arbeit mit männlichen Obdachlosen, Sträflingen und gefährdeten Jungen. Kejne konnte zu seinen Freunden Zeitungsredakteure, den Stockholmer Kriminalpolizeichef und den Chef der nationalen Gefängnisbehörde zählen. Er kam im Herbst 1949 zu der Auffassung, dass ein Ermittlungsverfahren wegen Hausfriedensbruch und Verleumdung bei der Polizei auf Eis gelegt worden war, und dass die Hauptstadtpolizei überhaupt allen Sachen, die Homosexualität berührten, sehr ungenügend nachging. Er behauptete weiter, dass ein Laienprediger namens Malmberg, den Kejne des Hausfriedensbruchs verdächtigte, Polizei und staatliche Behörden erpresst habe. Malmberg soll ein „Knabenbordell“ betrieben und einflussreiche Kunden heimlich fotografiert haben. Anfänglich wurde Malmberg als Leiter einer homosexuellen Liga bezeichnet. Später wurde ein „Minister X.“ der Regierung beschuldigt.

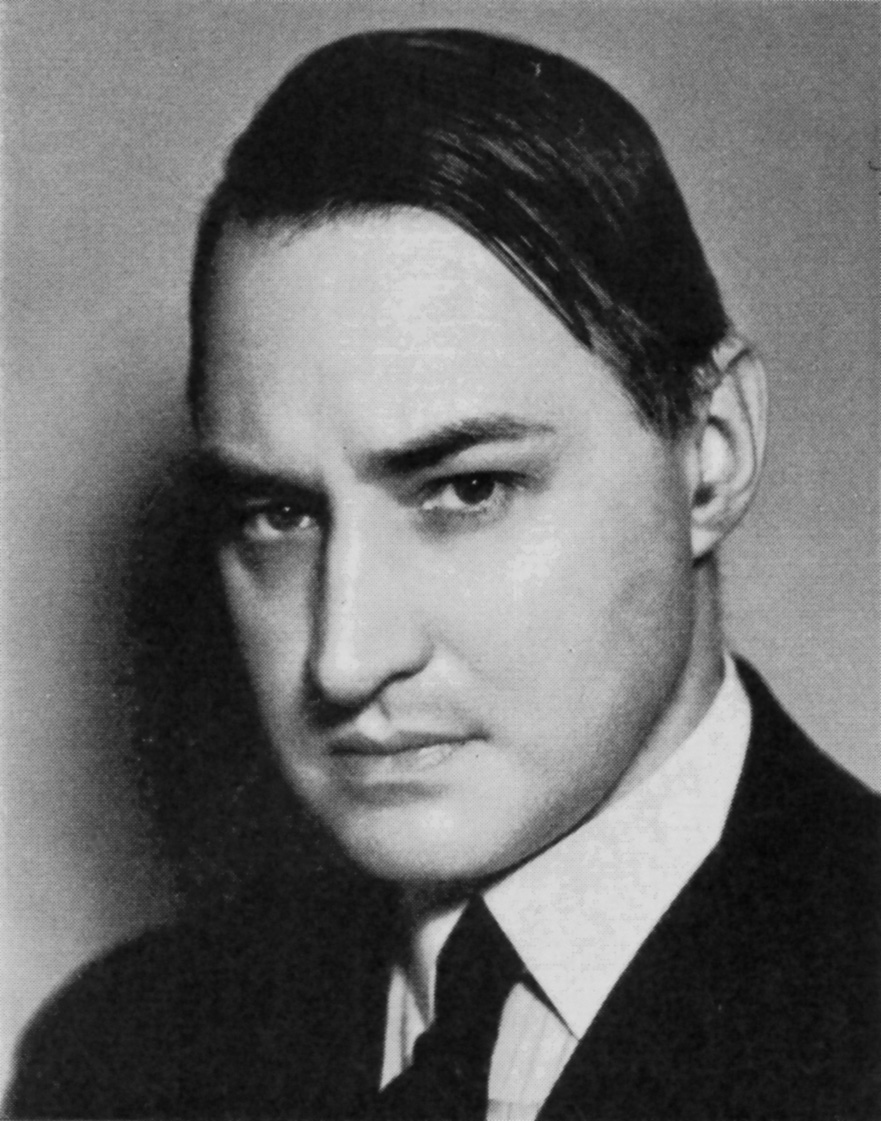
Der Präsident des Stockholmer Verwaltungsappellationsgerichtes Nils Quensel. Seine philanthropische Hilfe führte zu dem Gerücht, er müsse ein erpresster Homosexueller sein.

Mit Freunden beriet Kejne die Frage, wie man diese Liga enthüllen könnte, und leitete im März 1950 eine Pressekampagne ein, die anfangs Knabenprostitution behandelte, sich aber nach wenigen Monaten auf die angebliche homosexuelle Liga konzentrierte. Die Affäre erweckte im ganzen Lande ein großes Interesse. In der Presse wurde behauptet, dass die Anzeigen von Kejne gegen Malmberg auch widerrechtliche Homosexualität umfasst hätten. Die städtische Anklagebehörde begann wieder zu ermitteln und konnte nach Verhören von weiteren 80 Personen den Fall zu Gericht führen.
Kurz vor den Gerichtsverhandlungen erfuhr die Polizei von einem 19-jährigen Seemann,  der behauptete, er sei einige Monate vorher von Kejne in seine Wohnung eingeladen worden, wo Kejne sexuelle Annäherungen gemacht habe und der Seemann ihm seinen Körper angeboten habe. Weil der Seemann über 18 Jahre alt war, handelte es sich nicht unbedingt um kriminelle Homosexualität.
Die Polizei konfrontierte Kejne in seiner Wohnung mit dem Seemann, was von Kejne, der Gruppe um ihn und der Presse als großer Skandal gesehen wurde. Als ein paar Tage später der Name des Ministers auf anonymen Flugblättern in Stockholm genannt wurde, kurz vor der ersten Kammerwahl des Reichstags, ernannte die Regierung im September 1950 eine sogenannte Staatsbürgerkommission, die Kejne-Kommission, unter Leitung des Reichsanklägers Maths Heuman.
Der Seemann wurde wegen falscher Verdächtigung zu drei Monaten Gefängnis verurteilt. Malmberg wurde wegen Fellatio mit einem ihm unter Bewährung überlassenen 20-jährigen Sträfling sowie Verleumdung zu vier Monaten Zuchthaus verurteilt. Der für die Konfrontation verantwortliche Amtsanwalt wurde erst in höchster Appellationsinstanz (Högsta domstolen) freigesprochen.
Die Kejne-Affäre muss als eine an schwedische Verhältnisse angepasste Auswirkung der McCarthy-Ära gesehen werden; die Sozialdemokraten hatten seit Anfang der 1930er-Jahre eine politische Hegemoniestellung gefestigt und Kommunisten waren nur ausnahmsweise in der Verwaltung zu finden. Die führenden Kritiker waren „freisinnige“ Liberale. Die Mitglieder der Freikirche sahen die Entkriminalisierung der Homosexualität des Jahres 1944 als großen Irrtum an und glaubten, dass sie heuchlerische Homosexuelle in der Staatskirche gefunden hätten. Weitere Kritiker waren die Syndikalisten, die Homosexuelle als dekadente Obrigkeit ansahen und die Sozialdemokraten beschuldigten, sich in nationalistische und behördenangepasste Richtung bewegt zu haben. Zu den Kritikern zählte auch der damals sehr bekannte Schriftsteller Vilhelm Moberg. Nach eigener Aussage hatte er sich im Juli 1951 ein halbes Jahr lang mit dem Thema beschäftigt, unter anderem mit etwas, das er als Mord und Mordbrand des Jahres 1936 bezeichnete, das bei der Polizei wegen Korruption ignoriert worden sei.

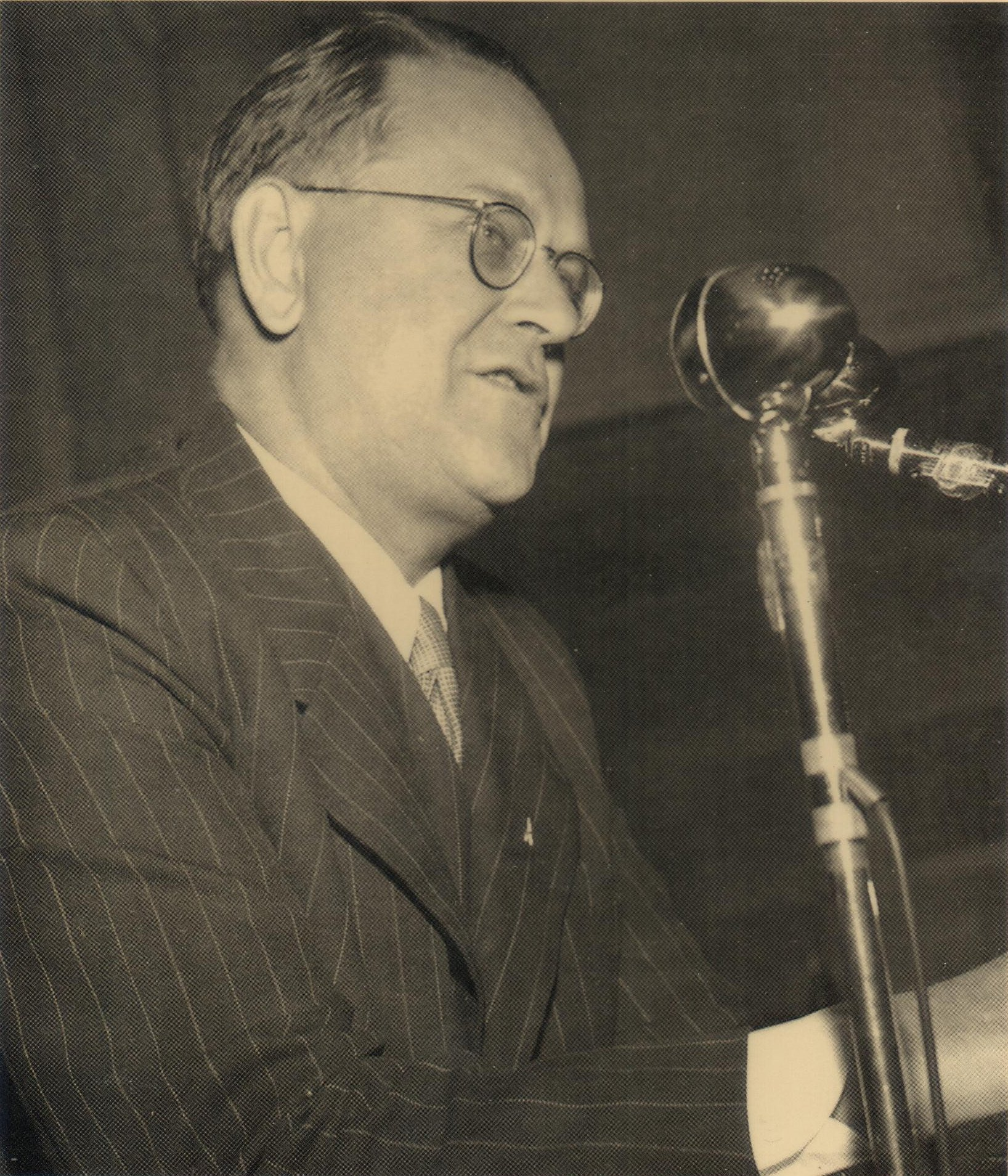
Der Regierungschef Tage Erlander glaubte seinem Tagebuch nach nicht an die Gerüchte, musste jedoch einen Nachfolger für Minister Quensel suchen.

Die Kejne-Affäre dominierte die öffentliche Debatte für ungefähr ein Jahr. Dann zeigte sich im Bericht der Kejne-Kommission, der als staatliche Untersuchung veröffentlicht und publiziert wurde, dass die ursprünglichen Vorwürfe und Beschuldigungen gar nicht bestätigt werden konnten. Trotzdem wurde der genannte Minister, der Richter Nils Quensel (überparteilich), zur politischen Belastung der Regierung und trat zurück. Das Interesse der Presse wandte sich der Haijby-Affäre zu.
Die Gruppe rund um Karl-Erik Kejne versuchte allerdings, die Presse für neue Homosexualitäts-Skandale zu interessieren, was zu weiteren Affären führte, unter anderem zur Oterdahl- und der Karlmark-Affäre, in welcher zwei Ärzte verschiedener homosexueller Vergehen beschuldigt wurden. Der Polizeiarzt Dr. Oterdahl sollte einen 20-jährigen Liebhaber in seiner Wohnung untergebracht haben, der somit abhängig vom Arzt geworden sei, was eine homosexuelle Verbindung gesetzwidrig machte. Die Frau eines Patienten von Dr. Karlmark behauptete, er habe ihren Mann unter Hypnose ausgenutzt. Die Verhaftung des Dr. Karlmarks wurde zur Sache des „Justizombudsmannes“ und führte zur Anklage gegen den für die Verhaftung verantwortlichen Staatsanwalt, der sich damit verteidigte, dass die Presse ihn mit harten Worten über versäumte Untersuchungen unter Druck gesetzt habe.
Moberg beschäftigte sich noch viel mit dem Thema. Er hielt öffentliche Vorträge, gab Interviews, schrieb Debattenbücher, ein Drama und einen Roman. Moberg kam zu der Auffassung, dass es ein Quecksilber-Giftmordattentat auf Kejne gegeben habe. Kejne scheint nicht an diese Theorie geglaubt zu haben, ebenso wenig der Historiker Ulf Hamilton. Die Geschichte der angeblichen Quecksilbervergiftung hat sich allerdings gehalten und ist in Romane und Filme anderer Autoren eingeflossen.
Kejne wurde 1956 zu einer Geldstrafe verurteilt, weil er in öffentlichen Vorträgen seinen früheren Freund, den Kriminalpolizeichef Zetterquist, gesetzeswidriger Telefonüberwachung beschuldigt hatte, obwohl von den zuständigen Behörden bewiesen worden war, dass seine Behauptungen nicht zutrafen. Diese Strafe war beträchtlich milder als die Strafen, die am Anfang der Kejne-Affäre ausgesprochen wurden.

## Folgen
Die Anführer der Pressedebatte gaben an, von der politischen Entwicklung Schwedens nach der Demokratisierung 1917–1921 enttäuscht worden zu sein. Man wollte Schweden den Vereinigten Staaten ähnlicher machen und Obrigkeitsstaat, Staatskirche und Monarchie abschaffen. Die Kejne-Affäre wurde als ein Beispiel für eine Fäulnis des Rechtswesens gesehen, einen Rest des undemokratischen Obrigkeitsstaates. Viele waren auch über Schwedens Zurückhaltung im Winterkrieg enttäuscht. Ein Eintreten auf der alliierten Seite wäre deren Meinung nach richtiger und ehrenvoller gewesen. Wie Norwegen und Dänemark müsse auch Schweden der NATO beitreten. Die zukünftige Forschung wird zeigen in welchem Ausmaß man bewusst versuchte, durch die Kejne-Affäre das Debattenklima Schwedens in diese Richtung zu bewegen. Mit dem Ergebnis der Kejne-Kommission zerbrach die Gruppe um Kejne. Es wurde klar, dass kein Erfolg zu erwarten war. Das Bestreben, die Fäulnis des Rechtswesens anzuprangern, wurde in anderen Debatten fortgesetzt, zunächst in der über die Haijby-Affäre.
Eine bedeutende Wirkung der Pressedebatte war, dass Homosexualität als Eigenschaft anstatt nur als Handlung in der großen Öffentlichkeit bekannt und zum Gesprächsthema wurde. Homosexuelle Lehrer, Richter und Ärzte wurden als Gesellschaftsgefahr gesehen. Die Kejne- und Haijby-Affären prägten jahrzehntelang das Verständnis der breiten Masse. Unstrittig geht es aus der Schönen Literatur hervor, dass die Nachkriegsgeneration der Homosexuellen darunter gelitten hat. Unter diesen Umständen wurde es problematisch mit eigenen homosexuellen Neigungen auszukommen. Die Forschung deutet aber darauf hin, dass erwachsene Homosexuelle der 1950er Jahre nur in Ausnahmefällen persönlich betroffen waren. Sie lebten meist schon diskret und hatten seit langem ihre sexuelle Identität gefunden. Berufe, bei denen Homosexualität etabliert und intern akzeptiert war, wurden auch nicht irgendwie „gereinigt“. Weibliche Homosexuelle waren weniger von den Vorurteilen betroffen als männliche.
Die Sozialdemokratische Partei war bis 1976 ununterbrochen an der Regierung. Fragen zum Thema Homosexualität wurden erst unter der folgenden bürgerlichen Regierung und Reichstagsmehrheit behandelt.

## Wertungen
Der Redakteur der Staatskirchenzeitung Vår Kyrka, der spätere Stockholmer Bischof Ingmar Ström, gehörte bereits im Oktober 1950 zu den wenigen, die in den Medien Kejnes Gruppe während der Pressekampagne kritisierten. Ström wandte sich vor allem gegen die Brüche des Beichtgeheimnisses und des achten Gebotes. Andere erfuhren, dass auch Erwiderungen gegen persönliche Angriffe bei den Zeitungen abgelehnt wurden.

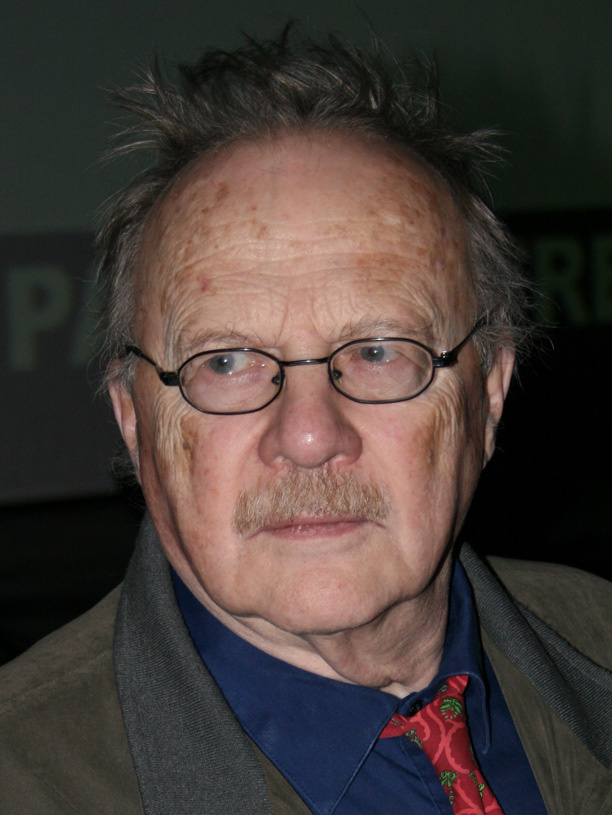
Gesellschaftskritiker Jan Myrdal (Dezember 2007)

Der in den Ruhestand gegangene Stockholmer Kriminalpolizeichef Zetterquist widmete 65 Seiten seiner Memoiren der Kejne-Affäre. Diese wurden ab 1957 in drei Auflagen gedruckt und repräsentierten bis zum Ende des Jahrhunderts die am weitesten verbreitete Kritik über die Kejne-Affäre. Zetterquist vertritt die Meinung, die Kejne-Affäre sei zwar ein Rechtsskandal gewesen, aber nicht wie in der Pressedebatte behauptet. Zetterquist gibt zu, er habe als Kejnes Freund im Herbst 1949 dazu beigetragen, dass die Polizei ein übermäßiges Interesse an der Sache zeigte. Unter dem Druck der Pressedebatte sei Kejne bei der Anklagebehörde vorteilhafter behandelt worden. Die Gleichheit vor dem Gesetz sei verletzt worden. Zetterquist kritisierte auch die Übergriffe der staatlichen Kommission gegen Quensel. Die Kommission habe eine vernichtende Menge verleumdender Gerüchte gegen einen philanthropischen Christen verbreitet.
1980 wurden die Memoiren des unbekannten Aktivisten Eric Thorsell posthum herausgegeben. Thorsell, der zur Abstinenz- und sozialdemokratischen Arbeiterbewegung hörte, hatte sich nach einem halben Jahr am Institut für Sexualwissenschaft in Berlin (1931–1932) ehrenamtlich mit sexueller Aufklärung beschäftigt. Während der Kejne-Affäre suchte Thorsell Kontakt mit Beteiligten beider Seiten und habe das Ergebnis seiner „Privatermittlungen“ der Polizei und der Kejne-Kommission mitgeteilt. Thorsell stimmt hauptsächlich Zetterquist zu, drückt sich jedoch etwas deutlicher aus und zieht historische Parallelen. Der Leser kann den Eindruck nicht vermeiden, dass Thorsell das Appellationsgericht Svea hovrätt kritisiert, weil es bei der Strafzumessung und der Beweisbewertung von einer Pressehysterie beeindruckt gewesen sei.
Nach Thorsell sei Malmberg, vor der Pressedebatte, in der homosexuellen Szene gar nicht bekannt gewesen. Allerdings hätte es über Kejne schon seit einem Jahrzehnt Gerüchte gegeben, welche von der Szene an die Polizei weitergegeben worden seien. Malmberg könne nicht deren Quelle sein, und die Beweise schienen schwach bezüglich sowohl der Unzucht als auch der Verbreitung der Gerüchte. Vor Gericht habe das Fellatio-Opfer fünfmal seine Aussagen ändern müssen, weil die Verteidigung gezeigt habe, dass die Aussagen nicht stimmen konnten.
Mobergs Schriften wurden in Neuauflagen verbreitet. In den 1990er Jahren huldigte Jan Myrdal den Leistungen Mobergs bezüglich der Kejne-Affäre und erst 1995 veröffentlichte die syndikalistische Zeitung Arbetaren eine Abbitte. Man habe es als eine Klassenfrage gedeutet, dazu Nazismus und Homosexualität verknüpft und Malmberg als einen einheimischen Nationalsozialisten gekannt. Die Syndikalisten verstanden nicht, dass Kejne ebenfalls homosexuelle Neigungen hatte und dass der nationalistische Politiker Per Engdahl mit Kejne in Verbindung stand.
1997 schrieb Johan Norberg, der seit 2007 Fellow des Cato Institutes ist, eine Moberg-Biografie aus libertärer Perspektive. Moberg habe die Macht verdächtigt, besonders die des Staates. Moberg habe erfahren, dass auch eine demokratische Mehrheit ihre Macht missbrauchen kann, und gegen die Unterdrückung durch die Fäulnis des Rechtswesens gekämpft. Verbrechen seien ignoriert worden und Moberg habe öffentliche Untersuchungen verlangt.
Am Ende des Jahrzehntes erschienen einige geschichtswissenschaftliche Aufsätze, die verschiedene Aspekte der Argumentation der Kejne-Gruppe behandelten und widerlegten.